# Le film est déjà commencé ?
Pour plus de détails, voir Fiche technique et Distribution.
Le Film est déjà commencé ? est un film français lettriste de Maurice Lemaître réalisé en 1951.

## Le film
Présenté pour la première fois le 12 novembre 1951 au ciné-club du Musée de l'Homme puis le 7 décembre de la même année au cinéma Le Cluny, boulevard Saint-Germain-des-Près, à Paris, ce film de 61 minutes fait directement suite au film Traité de bave et d'éternité d'Isidore Isou, sorti quelques mois plus tôt.
Il reprend les principes cinématographiques du film d'Isou, à savoir les images ciselées et le montage discrépant (disjonction totale entre son et image), auxquels sont ajoutés des interventions in vivo réalisés par des acteurs qui viennent perturber la séance depuis la file d'attente jusque durant la projection. Par ailleurs, l'écran lui-même devait être parasité par la suspension de divers objets et tentures, renforçant l'anéantissement, au-delà des ciselures, de l'image projetée.
Le Film est déjà commencé ? a été restauré et numérisé avec le soutien du CNC, sous la direction de Light Cone, avec la participation du Fonds de Dotation Bismuth Lemaître Guymer.